# Veiligheidsregio Noord- en Oost-Gelderland
Veiligheidsregio Noord- en Oost-Gelderland is een veiligheidsregio en valt geheel binnen de Nederlandse provincie Gelderland. Een veiligheidsregio is in Nederland een samenwerkingsverband van de hulpverleningsdiensten op basis van de Wet Gemeenschappelijke Regelingen en de conceptwet Veiligheidsregio's, ten behoeve van fysieke veiligheid. Het bestuur van de veiligheidsregio bestaat de burgemeesters van de deelnemende 22 gemeenten, onder voorzitterschap van de burgemeester van Apeldoorn Ton Heerts.  

## Regioprofiel
- Inwoners: 811.880 (2013, CBS)
- Landoppervlakte: 2755 km²
- De regio wordt min of meer doorsneden door de rivier de IJssel. Het oosten kenmerkt zich door de regio Achterhoek. Het westen van de regio kenmerkt zich door de Veluwe (zie kaart).
- Het hoogste punt betreft de Torenberg ten westen van Apeldoorn (107 meter).
- Gedeelten van de Veluwe, waaronder de Woldberg, zijn in gebruik als militair oefenterrein.
- Attractieparken Julianatoren en Apenheul bij Apeldoorn, evenals Paleis Het Loo.
- Attractiepark Dolfinarium Harderwijk in Harderwijk. Veel zeiltoerisme op het Veluwemeer bij Harderwijk.

## Risico's

### Terrein
- BRZO (Besluit Risico's Zware Ongevallen 2015) locaties zijn er bij Putten, Apeldoorn, Twello, Zutphen, Eerbeek.
- Daarnaast is er verspreid over de regio sprake van opslag van ammoniak.
- In tijden van warmte en droogte is de Veluwe gevoelig voor natuurbrand.
- Bij hoog water kan de IJssel buiten de oevers treden en voor wateroverlast zorgen.
- Bij dijkdoorbraak overstroomt het terrein rondom de IJssel. De modellering is gemaakt door de Waterschappen en is in detail te bekijken op de risicokaart.
- Kwetsbare locaties voor drinkwaterwinning in de gehele regio, maar met name in de Achterhoek.
- Door de grote oppervlakte van de regio zijn (in opgeschaalde situaties) sommige woonplaatsen voor hulpverleners niet snel te bereiken.

### Infrastructuur
- Vervoer van gevaarlijke stoffen over de snelweg A1 van en naar Twente en Duitsland, en over de A28 van Amersfoort naar Zwolle vice versa, over de noordrand van de Veluwe.
- Vervoer van gevaarlijke stoffen over de spoorwegen.
- Vervoer van gevaarlijke stoffen over de IJssel en het Twentekanaal.
- Energietransport: Belangrijk 950MVA schakel/transformatorstation bij Doetinchem. Er wordt gewerkt aan een nieuwe energietransportverbinding vanaf dit punt naar Duitsland.
- Energietransport: de Achterhoek kent een netwerk van ondergrondse buisleidingen voor transport van met name olie en gas.

### Sociaal-fysiek
- Attracties bij Apeldoorn (Julianatoren, Apenheul, Paleis Het Loo) kunnen bij warme zomers en grote drukte aandacht voor sociaal-fysieke veiligheid vereisen.

## Instanties
- Brandweer. De regio kent 58 brandweerkazernes.
- GHOR
- GGD: in deze regio verzorgd door GGD Noord- en Oost Gelderland.
- Ambulancevervoer: in deze regio verzorgd door RAV Noord- en Oost-Gelderland. De meldkamer Ambulance bevindt zich in Apeldoorn.
- Gemeenten: 22, te weten Aalten, Apeldoorn, Berkelland, Bronckhorst, Brummen, Doetinchem, Elburg, Epe, Ermelo, Harderwijk, Hattem, Heerde, Lochem, Montferland, Nunspeet,  Oldebroek, Oost Gelre, Oude IJsselstreek, Putten, Voorst, Winterswijk en Zutphen
  - Voorzitter van de Veiligheidsregio: Burgemeester van Apeldoorn.
- Provincie: deze regio valt binnen de grenzen van provincie Gelderland.
- Politie
  - De veiligheidsregio is congruent met de politieregio Noord- en Oost-Gelderland. Korpsgrootte: ongeveer 1800 medewerkers.
- Justitie: Rechtbank (arrondissement) te Apeldoorn. Het Gerechtshof zetelt in Arnhem.
- Waterschappen: 2; Veluwe en Rijn & IJssel.
- Rijkswaterstaat: Deze regio valt qua wegenbeheer binnen de Regionale Dienst Oost-Nederland
- ProRail: beheert het spoorwegennet.
- Drinkwater: in deze regio verzorgd door Waterbedrijf Vitens.
- Ziekenhuizen met klinische faciliteiten in Harderwijk, Apeldoorn, Zutphen, Doetinchem en Winterswijk.
- Defensie: deze regio valt onder de NATOPS-eenheid van de 11 Luchtmobiele Brigade, dat zetelt in Schaarsbergen. Op het
- Energiesector: het elektriciteitsnet wordt in deze regio beheerd door Liander.

## Veiligheidsbureau
De samenwerking tussen hulpverlening (GHOR), politie en gemeenten is ondergebracht in een veiligheidsbureau dat zetelt in Apeldoorn (stad). Binnen het directieoverleg rouleert het voorzitterschap.
De regio heeft een groot oppervlak, wat het moeilijk maakt gemeenten te binden. Binnen de regio zijn nogal wat gemeenten die sterk hechten aan de lokale brandweer.
Veiligheidsbestuur en regionaal college zijn van gelijke samenstelling en hebben een aansluitende vergadering met een afzonderlijke agenda.